# União das Freguesias de Barcelos, Vila Boa e Vila Frescainha (São Martinho e São Pedro)
União das Freguesias de Barcelos, Vila Boa e Vila Frescainha (São Martinho e São Pedro), kürzer Barcelos, Vila Boa e Vila Frescainha (São Martinho e São Pedro), ist eine Gemeinde (Freguesia) im Kreis Barcelos im Norden Portugals.
In der Gemeinde leben 11.108 Einwohner auf einer Fläche von 9,3 km² (Stand nach Zahlen von 2011).
Die Gemeinde entstand im Zuge der Gebietsreform in Portugal am 29. September 2013 durch Zusammenlegung der beiden bisherigen Gemeinden Barcelos, Vila Boa, São Martinho da Vila Frescainha und São Pedro de Vila Frescainha. Barcelos wurde Sitz der Gemeinde.